# Джордж Паджет Томсон
Джордж Паджет Томсон (англ. Sir George Paget Thomson; 3 травня 1892 — 10 вересня 1975) — англійський фізик, лауреат Нобелівської премії з фізики 1937 року. Премію присуджено «за експериментальне відкриття дифракції електронів на кристалах» (спільно з Джозефом Девіссоном).

## Біографія
Джордж Паджет Томсон народився в Кембриджі. Він був єдиним сином і старшим з двох дітей Джозефа Джона Томсона, професора експериментальної фізики Кембриджського університету і директора Кавендіської лабораторії, і Рози Елізабет (до шлюбу Паджет), дочки Джорджа Паджета, региус-професора медицини в Кембріджі. До одруження Роза Паджет була однією із студенток Дж. Томсона в Кавендішській лабораторії.
Джи-Пі, як називали його друзі і колеги, здобув шкільну освіту в Перс-скул в Кембриджі, де вчився блискуче. Поступивши в Триніті-коледж в 1910 р., він вже наступного року виявився старшокурсником і в 1914 р. узяв перші нагороди з математики і природних наук. Закінчивши в цьому ж році університет із ступенем бакалавра, він став стипендіатом-дослідником і викладачем математики в Корпус-Кристі-коледжі Кембриджа. У цій якості він перебував аж до 1922 р. з перервою в роки першої світової війни.
Під час війни Томсон з 1914 по 1915 р. служив у Франції лейтенантом, а потім повернувся до Англії, де протягом чотирьох років працював над проблемами стійкості і льотних якостей літаків. У цей час він навчився літати і написав свій перший підручник «Прикладна аеродинаміка» («Applied Aerodynamics»), який був опублікований в 1919 р. Після повернення до Кембриджа Томсон закінчив дослідження по електричних розрядах в газах — ту роботу, яку він почав ще студентом під керівництвом свого батька. Під час неї він відкрив — одночасно з Френсісом Астоном, — що елемент літій існує у формі двох ізотопів з масами 6 і 7.
У 1922 р. Томсон став професором натурфілософії (фізики) в Абердинському університеті в Шотландії і займав цю посаду до 1930 р., коли він був призначений професором фізики в Імперіал-коледжі в Лондоні. У 1952 р. він повертається до Кембриджа як керівник Корпус-Кристі-коледжу, де і залишається аж до відходу у відставку в 1962 р.

### Відкриття дифрації електронів
Саме у Абердині Томсон зробив свій найзначніший внесок у фундаментальну фізику. У період між 1919 і 1927 рр. американський фізик Клінтон Дж. Девіссон (у співдружності з К. Кунсманом і Лестером Джермером) вивчав взаємодію електронів з металевими поверхнями. Використовуючи електронні пучки і монокристалічні металеві мішені, ця група учених, працюючи в лабораторіях телефонної компанії «Белл», експериментально довела існування дифракції електронів на кристалах — явища, передбаченого ще Луї де Бройлем, який висунув гіпотезу про те, що електрони мають хвильову природу ((дивіться Корпускулярно-хвильовий дуалізм)), причому довжина хвилі електрона обернено пропорційна його швидкості. Вирішальні експерименти були проведені цими вченими в січні 1927 р., коли їм вдалося зареєструвати явище інтерференції, викликане дифракцією електронів на монокристалі нікелю.
Томсон довідався про дослідження Девіссона у вересні 1926 р., коли обидва учених зустрілися на конференції в Оксфорді. Повернувшись в Абердин, він почав вивчати взаємодію електронів з тонкими твердими плівками у вакуумі замість складнішого газового середовища. Томсон запропонував одному зі своїх студентів, Александеру Ріду, використовувати як мішень дуже тонку плівку целулоїду. Багато електронів, що мали високу енергію, проходячи через таку плівку, відхилялися, утворюючи на розташованій позаду мішені фотопластині дифракційні кільця. У міру зростання енергії електронів кути відхилення зменшувалися, що підтверджувало хвилеподібну поведінку електронів.
Оскільки структура целулоїду була тоді ще невідома, Томсон і Рід перемкнулися на металеві мішені (алюмінієві, золоті, платинові) з добре вивченою кристалічною ґраткою. Електрони, що в кожному випадку відхилилися, утворювали ясно помітні кільця, розміри яких чудово узгоджувалися з формулою де Бройля. Експерименти Томсона дали вирішальне дослідне підтвердження гіпотезі про хвильову природу високоенергетичних електронів, доповнивши тим самим результати Девіссона, який мав справу з електронами низьких енергій.
Томсон і Девіссон розділили в 1937 р. Нобелівську премію з фізики «за експериментальне відкриття дифракції електронів на кристалах». При презентації лауреатів Ганс Плейель, член Шведської королівської академії наук, сказав: «За допомогою електронних пучків стало можливим пояснити, яким чином структура металевих поверхонь змінюється при різних механічних, температурних і хімічних діях. Крім того, вдалося встановити властивості тонких шарів газу і порошку». Хвороба перешкодила Томсону бути присутнім на церемонії нагородження, проте наступного року він з'їздив до Стокгольма, щоб прочитати Нобелівську лекцію.

### Подальша діяльність
Після 1937 р. Томсон неодноразово виконував роль наукового радника британського міністерства авіації. У 1941 р. очолюваний ним комітет передав британському уряду висновок, в якому виробництво атомної бомби визнавалося здійсненним. Ця рекомендація вплинула на рішення Великої Британії взяти участь в Мангеттенському проєкті. Після другої світової війни Томсон взяв активну участь в роботах з керованого термоядерного синтезу. Він виступав на підтримку максимальної міжнародної співпраці в розвитку атомної енергії в мирних цілях. Свій останній внесок у фізику він зробив в 1951 р., коли досліджував зливи космічних частинок в космічних променях, що випускаються зірками.
У 1924 р. Томсон одружився з Кетлін Бьюкенен, дочкою ректора Абердинського університету. У них народилися два сини і дві дочки, яких Томсону довелося виховувати одному після смерті дружини в 1941 р. З дитинства Томсон захоплювався виготовленням мініатюрних моделей кораблів, любив пускати їх на воду. Його колега Майкл Маккрум якось згадував, що «здатність Томсона зв'язувати між собою різноманітні факти, його багата пам'ять, широкий кругозір і проникливий розум разом з ненаситною спрагою обмінюватися думками робили застільні бесіди з ним просто чудовими».
Томсону було подаровано дворянство в 1943 р. Серед його численних нагород є медаль Г'юза (1939) і Королівська медаль (1949) Лондонського королівського товариства, медаль Франкліна (1960) Франклінівського інституту і медаль Фарадея (1960) Інституту інженерів з електротехніки і електроніки. Він був іноземним членом Американської академії наук і мистецтв, Лісабонської академії наук, а також членом-кореспондентом Австрійської академії наук.